# 湿数
湿数（しっすう）は、気温から露点温度を引いた数値。

## 概要
湿数は、℃（セルシウス度）などの温度を表す単位で値が示される。したがって、相対湿度が100%の場合、湿数は0℃となる。なお、湿数の計算式は、一般的に「T-Td」と表記される。気象予報では、雨や霧を判断する数値として用いられる。湿数が小さいほど湿度が高い。湿数が3℃以下の地域を「湿域」と呼び、その地域には雨や霧があると判断される。